# Hyalinobatrachium iaspidiense
Hyalinobatrachium iaspidiense är en groddjursart som först beskrevs av Jose Ayarzagüena 1992.  Hyalinobatrachium iaspidiense ingår i släktet Hyalinobatrachium och familjen glasgrodor. IUCN kategoriserar arten globalt som otillräckligt studerad. Inga underarter finns listade i Catalogue of Life.